# Du temps & de l'instant
Del Temps y del Instant és un àlbum de 2005 produït en SACD pel segell ALIA VOX, per Jordi Savall i la seva família, on hi participen la seva esposa Montserrat Figueras, els fills Arianna i Ferran, i amb la participació de Pedro Estevan.

## Llista de cançons
1. Cantiga de amigo V: Quantas sabedes amare amigo - (Cançons seculars de Martin Codax, en galaicoportuguès, segle xiii)
2. Nastaran - (anònim afganès - cançó instrumental)
3. Noumi, noumi yaldatii - (cançó de bressol hebreu)
4. Variation sur O sonjal - (ballata bretó)
5. Cançó del lladre - (tradicional català)
6. Romanesca & Pasamezzo - Arianna Savall
7. La Salve - (antífona erròniament atribuït a Bernat de Claravall[2] amb el text en castellà)
8. Paxarico tu te Ilamas - (anònim sefardita)
9. Apo xeno meros - (tradicional grec)
10. Ghazali tal jàhri - (tradicional marroquina en àrab)
11. Durme, hermosa donzella - (cançó de bressol sefardita)
12. Tarantela - (Lucas Ruiz de Ribayaz adaptat de Luz y norte musical)
13. Jaroslaw (Improvisation) - Ferran Savall
14. Canarios (Improvisation) - Ferran Savall
15. Fantasiant (Improvisation) - Ferran Savall
16. Muzettes 1-2 - (Marin Marais adaptat de Pièces de viole, Libro 4 #28-29 - 1717)
17. El cant dels Aucells - (cançó tradicional català de Nadal.[3])
18. Diferencias sobre la Guaracha Mexique - (Mèxic - segle xvii - arr. de Jordi Savall)
19. Sentirete una canzonetta - (Tarquinio Merula adaptat de Curtio precipitato et altri capricii, Op. 13, 1638, en italià)

## Músics
- Montserrat Figueras, soprano
- Arianna Savall, arpa & veu
- Ferran Savall, tiorba& veu
- Jordi Savall, viola de gamba
- Pedro Estevan, instrument de percussió